# La crociata della morte
(dal paragrafo 156)
La crociata della morte (titolo originale The Darke Crusade) è un librogame dello scrittore inglese Joe Dever, pubblicato nel 1991 a Londra dalla Red Fox Children's Books e tradotto in numerose lingue del mondo. È il quindicesimo dei volumi pubblicati della saga Lupo Solitario. La prima edizione italiana, del 1991, fu a cura della Edizioni EL.

## Trama
Una disperata richiesta d'aiuto giunge a Lupo Solitario, da Re Sarnac di Lencia: Magnaarn, Comandante in Capo di Darke, minaccia il regno con le sue mortali armate Drakkar. Inoltre, corre voce che Magnaarn stia per entrare in possesso della Pietra della Dannazione di Darke, che, riunita con lo Scettro di Nyras che già possiede, darebbe al nemico un potere devastante.
Lupo Solitario, accompagnato dal fido Capitano Prarg, dovrà quindi introdursi nella palude infernale, per arrivare alla Pietra della Dannazione prima di Magnaarn. Caduto però in una trappola tesa dal comandante Drakkar all'interno delle rovine maledette, il Grande Maestro Ramas riesce comunque a fuggire dalla prigionia e nel duello finale, riuscirà a sconfiggere Magnaarn, liberando così Lencia e il Magnamund dalla minaccia del Comandante Drakkar e delle sue demoniache armate.

## Edizioni
- Joe Dever, La crociata della morte, traduzione di Laura Pelaschiar, collana Librogame, Edizioni EL, 1991,  cap. 350, ISBN 88-7068-412-1.